# Michael Harney
Michael John Harney (New York, 27 marzo 1956) è un attore statunitense.

## Biografia
Nato nel Bronx, Harney intraprese un lungo periodo di studi a fianco di grandi attori quali William Esper e Phil Gushee, incluse lezioni con Sanford Meisner alla Neighborhood Playhouse School Of The Theater per sette anni e all'Actor Studio per otto anni.
Ha recitato in numerosi film di successo, come Erin Brockovich e Ocean's Thirteen. Prima di interpretare Orange Is the New Black, Harney ha interpretato il ruolo del detective Mike Roberts nel pluripremiato film poliziesco televisivo NYPD Blue; ha recitato anche nella serie drammatica della HBO Deadwood, nei panni di Steve Fields. Harney ha lavorato per la prima volta con il creatore di Orange Is The New Black Jenji Kohan nella commedia dark della Showtime, Weeds, con Mary-Louise Parker al fianco di Mitch Ouellette.
Nel 2015, Harney ha recitato nel film indipendente Bad Hurt, prodotto dalla star di Sons of Anarchy Theo Rossi, presentato in anteprima mondiale al Tribeca Film Festival 2015.

## Filmografia parziale

### Cinema
- Turbulence - La paura è nell'aria (Turbulence), regia di Robert Butler (1997)
- Erin Brockovich - Forte come la verità (Erin Brockovich), regia di Steven Soderbergh (2000)
- Shade - Carta vincente (Shade), regia di Damian Nieman (2003)
- Captivity, regia di Roland Joffé (2007)
- Ocean's Thirteen, regia di Steven Soderbergh (2007)
- Widows - Eredità criminale (Widows), regia di Steve McQueen (2018)
- A Star Is Born, regia di Bradley Cooper (2018)
- The Banker, regia di George Nolfi (2020)
- The Warrior: The Iron Claw (The Iron Claw), regia di Sean Durkin (2023)

### Televisione
- Law & Order - I due volti della giustizia (Law & Order) - serie TV, 3 episodi (1992-1997)
- NYPD - New York Police Department (NYPD Blue) - serie TV, 12 episodi (1993-1999)
- L.A. Law - Avvocati a Los Angeles (L.A. Law) - serie TV, episodio 8x16 (1994)
- Cosby indaga (The Cosby Mysteries) - serie TV, un episodio (1994)
- New York News - serie TV, un episodio (1995)
- Space: Above and Beyond - serie TV, un episodio (1995)
- The Burning Zone - serie TV, un episodio (1996)
- Viper - serie TV, episodio 2x05 (1996)
- Sospettati di omicidio (Gone in the Night) - miniserie, regia di Bill L. Norton (1996)
- The Practice - Professione avvocati (The Practice) - serie TV, episodio 1x03 (1997)
- Jarod il camaleonte (The Pretender) - serie TV, episodio 1x18 (1997)
- Un detective in corsia (Diagnosis: Murder) - serie TV, episodio 4x26 (1997)
- Night Man - serie TV, un episodio (1997)
- Total Security - serie TV, un episodio (1997)
- The Visitor - serie TV, un episodio (1997)
- Pensacola - Squadra speciale Top Gun (Pensacola: Wings of Gold) - serie TV, episodio 1x16 (1997)
- Chicago Hope - serie TV, un episodio (1998)
- Star Trek: Deep Space Nine - serie TV, episodio 6x15 (1998)
- Mr. Chapel (Vengeance Unlimited) - serie TV, episodio 1x05 (1998)
- Brimstone - serie TV, un episodio (1998)
- Il tocco di un angelo (Touched by an Angel) - serie TV, episodio 5x11 (1998)
- E.R. - Medici in prima linea (ER) - serie TV, episodio 6x02 (1999)
- Seven Days - serie TV, episodio 1x14 (1999)
- The '60s - miniserie TV (1999)
- Walker Texas Ranger (Walker, Texas Ranger) - serie TV, episodio 8x23 (2000)
- Profiler - Intuizioni mortali (Profiler) - serie TV, episodio 4x11 (2000)
- Buffy l'ammazzavampiri (Buffy the Vampire Slayer) - serie TV, episodio 4x22 (2000)
- Bull - serie TV, un episodio (2000)
- Squadra Med - Il coraggio delle donne (Strong Medicine) - serie TV, episodio 1x09 (2000)
- Nash Bridges - serie TV, episodio 6x11 (2001)
- Boston Public - serie TV, episodio 1x10 (2001)
- Invisible Man (The Invisible Man) - serie TV, episodio 2x14 (2001)
- Warden of Red Rock, regia di Stephen Gyllenhaal - film TV (2001)
- Il fuggitivo (The Fugitive) - serie TV, episodio 1x17 (2001)
- Crossing Jordan - serie TV, episodio 2x06 (2002)
- JAG - Avvocati in divisa (JAG) - serie TV, 2 episodi (2002)
- Tremors - La serie (Tremors) - serie TV, episodio 1x02 (2003)
- The Division - serie TV, un episodio (2003)
- Cold Case - Delitti irrisolti (Cold Case) – serie TV, episodio 1x16 (2004)
- Deadwood - serie TV, 12 episodi (2005-2006)
- Senza traccia (Without a Trace) - serie TV, episodio 3x17 (2005)
- Vanished - serie TV, 3 episodi (2005)
- Criminal Minds - serie TV, episodio 3x12 (2007)
- Lincoln Heights - Ritorno a casa (Lincoln Heights) - serie TV, episodio 1x05 (2007)
- Smith - serie TV, un episodio (2007)
- The Unit - serie TV, episodio 3x06 (2007)
- Life - serie TV, 2 episodi (2007)
- K-Ville - serie TV, un episodio (2007)
- Saving Grace - serie TV, episodio 1x10 (2007)
- Avvocati a New York (Raising the Bar) - serie TV, 2 episodi (2008)
- Numb3rs - serie TV, episodio 6x07 (2009)
- Lie to Me - serie TV, episodio 2x06 (2009)
- NCIS: Los Angeles - serie TV, episodio 2x01 (2010)
- Persone sconosciute (Persons Unknown) - serie TV, 7 episodi (2010)
- The Defenders - serie TV, 2 episodi (2010-2011)
- Weeds - serie TV, 13 episodi (2011-2012)
- Vegas - serie TV, 3 episodi (2012-2013)
- Orange Is the New Black - serie TV, 43 episodi (2013-2019)
- hIMPERFECT - film TV (2013)
- True Detective - serie TV, 4 episodi (2014)
- Suits - serie TV, 2 episodi (2015)
- Lethal Weapon - serie TV, episodio 1x16 (2017)
- Kevin (Probably) Saves the World - serie TV, un episodio (2017)
- Unsolved - serie TV, 5 episodi (2018)
- Midnight, Texas - serie TV, episodio 2x05 (2018)
- Splitting Up Together - serie TV, 2episodi (2019)
- Project Blue Book - serie TV, 17 episodi (2019-2020)
- For All Mankind - serie TV, 5 episodi (2019)
- Interrogation - serie TV, 3 episodi (2020)
- Deputy - serie TV, 4 episodi (2020)
- Doom Patrol - serie TV, 2 episodi (2020-2021)
- Space Command - serie TV, 3 episodi (2021)
- Loro (Them) - serie TV, 1x04 (2021)
- Invasion - serie TV, 3 episodi (2021)
- FBI: Most Wanted - serie TV, episodio 3x10 (2022)
- NCIS: Origins – serie TV, 6 episodi (2024-In corso)
- Sorelle sbagliate (The Better Sister), regia di Craig Gillespie – miniserie TV (2025)

## Doppiatori italiani
Nelle versioni in italiano delle opere in cui ha recitato, Michael Harney è stato doppiato da:
- Saverio Indrio in Persone sconosciute, True Detective, Unsolved
- Giorgio Locuratolo in NYPD - New York Police Department (st. 3-6), E.R. - Medici in prima linea
- Stefano Oppedisano in Invasion, NCIS: Origins
- Stefano Mondini in Law & Order - I due volti della giustizia, Sorelle sbagliate
- Danilo De Girolamo in NYPD - New York Police Department (st. 1-2)
- Mauro Gravina in Jarod il camaleonte
- Massimo Corvo in Turbulence - La paura è nell'aria
- Gianluca Tusco in Profiler - Intuizioni mortali
- Paolo Maria Scalondro in Cold Case - Delitti irrisolti
- Nino Prester in Deadwood
- Alessandro Rossi in Criminal Minds
- Roberto Draghetti in Captivity
- Diego Reggente in Lie to Me
- Paolo Marchese in NCIS: Los Angeles
- Dario Penne in Suits
- Mario Cordova in Orange Is the New Black
- Maurizio Fiorentini in Widows - Eredità criminale
- Marco Mete in A Star Is Born
- Pierluigi Astore in Project Blue Book
- Carlo Petruccetti in For All Mankind
- Luciano De Ambrosis in The Banker
- Massimo De Ambrosis in The Warrior: The Iron Claw
- Gerolamo Alchieri in FBI: Most Wanted